# Mats Bojestig
Mats Gunnar Roland Bojestig, född 23 juni 1958 i Ljungby församling i Kronobergs län, är en svensk läkare och ämbetsman.
Mats Bojestig kom efter genomgången läkarutbildning till Höglandssjukhuset i Eksjö 1984, där han blev chef för medicinkliniken 1996. Tillsammans med kliniken mottog han Götapriset två gånger. Han disputerade vid Linköpings universitet 1999 på en avhandling om blodsockermätning och komplikationer vid typ 1-diabetes. Efter flera års arbete vid utvecklingsenheten inom dåvarande landstinget i Jönköpings län blev han landstingets planeringsdirektör 2006 och senare hälso- och sjukvårdsdirektör vid Region Jönköpings län.